# 湯姆森角
60°43′S 44°38′W / 60.717°S 44.633°W
湯姆森角是南極洲的海岬，位於南奧克尼群島中勞里島的皮里半島東部，處於梅布爾角東南面3.1公里，該海岬在1903年由蘇格蘭的探險隊探測。